# Cryptocanthon ocosingo
Cryptocanthon ocosingo là một loài bọ cánh cứng trong họ Bọ hung (Scarabaeidae).